# گرونوو (مکلنبورگ-فورپومرن)
گرونوو (به آلمانی: Grünow) یک شهر در آلمان است که در Mecklenburgische Seenplatte District واقع شده‌است. گرونوو ۳۳۱ نفر جمعیت دارد.